# Château de Făgăraș
Le château de Făgăraș (en roumain : Cetatea Făgăraș ; Fogarasi vár en hongrois) est un château fort situé en plein centre-ville de Făgăraș dans le județ de Brașov, en Transylvanie, Roumanie.

## Histoire
La construction du château débute en 1310 sur le site d'une ancienne fortification de terre et de bois du XIIe siècle. Son but, éminemment stratégique, est la défense du sud-est de la Transylvanie contre les incursions Tatares et Ottomanes.
Le voïvode de Transylvanie István Maylád entre en possession du château et des domaines alentour en 1526 et démarre des travaux de transformation qui en feront un véritable château fort. Les murs sont ainsi doublés en épaisseur à partir de l’intérieur. De nouveaux espaces sont aménagés en pièces et salles voûtées. En 1541 les Ottomans conduits par Moustapha Pacha attaquent la forteresse. Mailath tombe dans un piège et est emprisonné dans la prison de la forteresse des Sept-Tours, le Yedikule, à Constantinople, où il meurt dix ans plus tard.
Prince de Transylvanie de 1599 à 1600, Michel Ier le Brave prend possession de la forteresse. Lors du soulèvement de la noblesse magyare, lui et sa famille y trouveront refuge.
Au cours du XVIIe siècle (avec quelques courtes interruptions) le château devient la résidence des princes de Transylvanie. La diète transylvaine s'y réunira à quatre reprises.
En 1630 les douves sont élargies et liées par un canal secret à l'Olt. Un pont-levis est installé. Plus tard, les caves sont aménagées en cachots et accueillirent des serfs révoltés.

## Tourisme
Une restauration du monument a été entreprise durant la période 1962-1967. 
Actuellement le château héberge le musée du pays de Făgăraș avec des sections sur l'histoire de la ville et du pays de Făgăraș, mais aussi dédiées à l'ethnographie et à l'art, ainsi que la bibliothèque municipale.

## Photographies

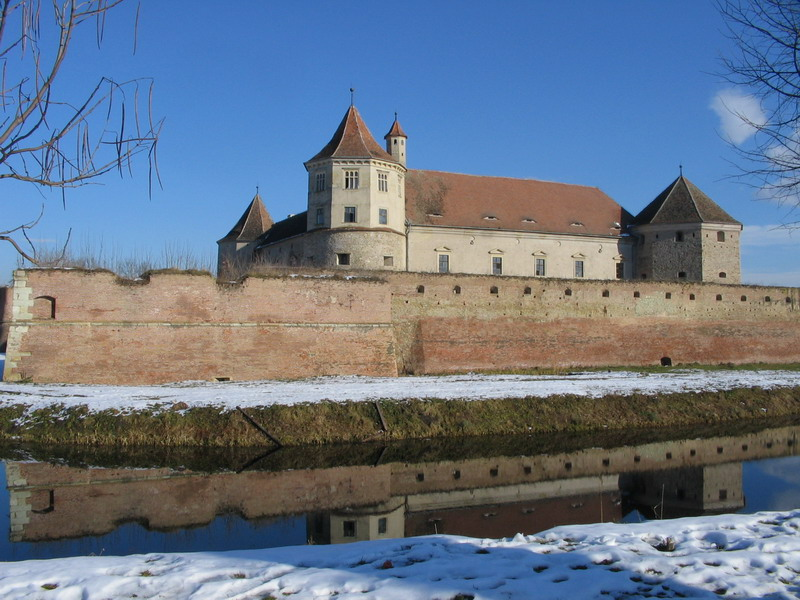
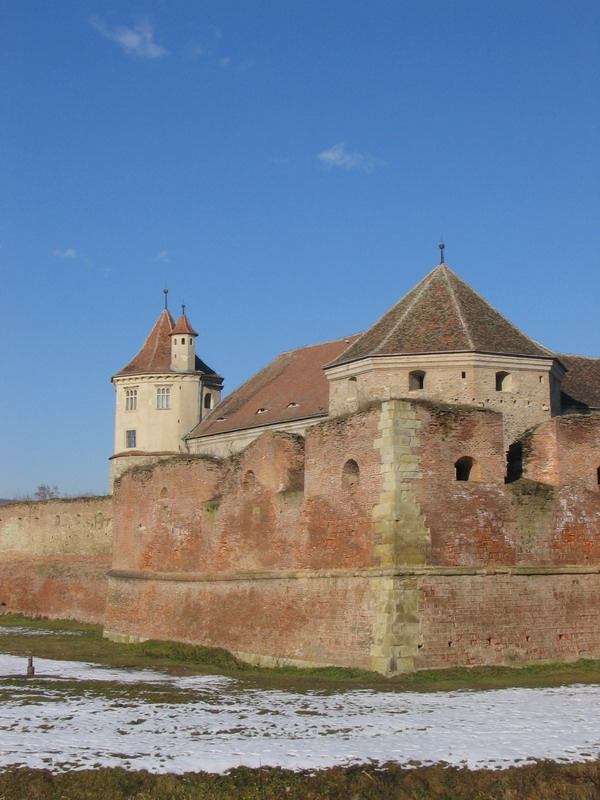
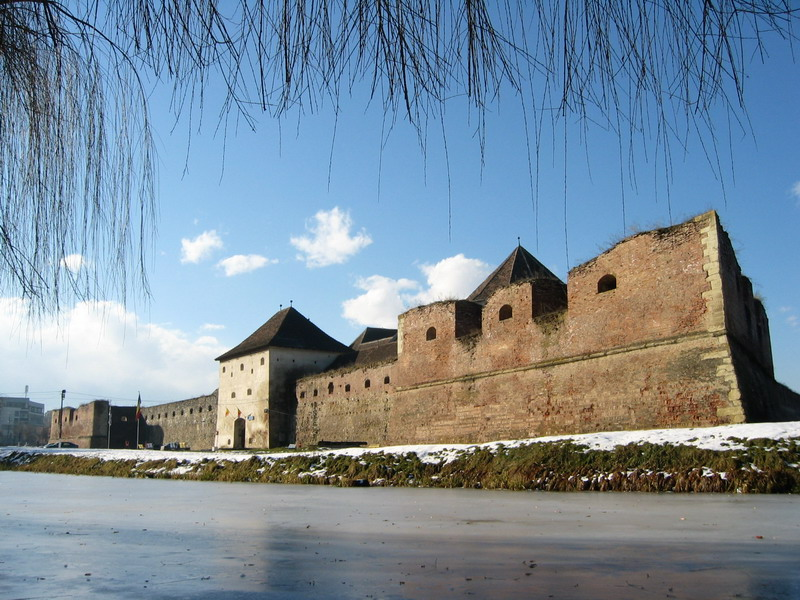
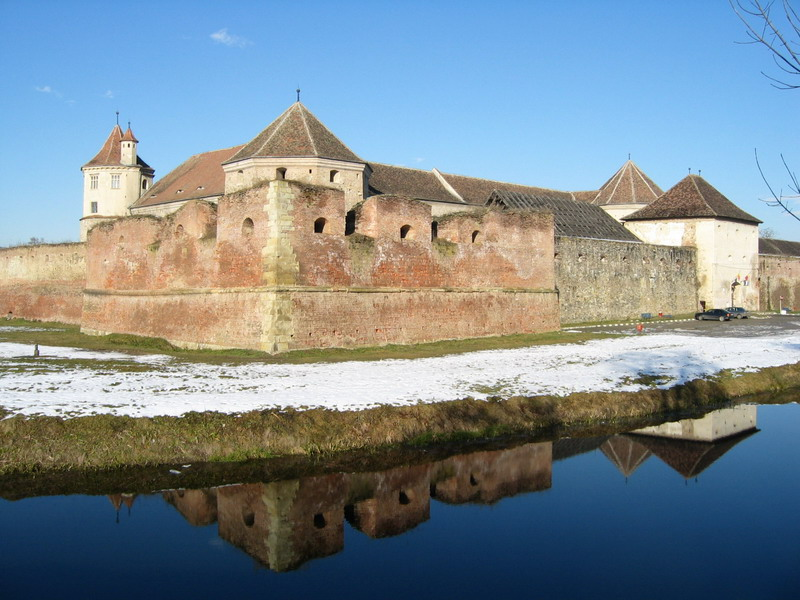
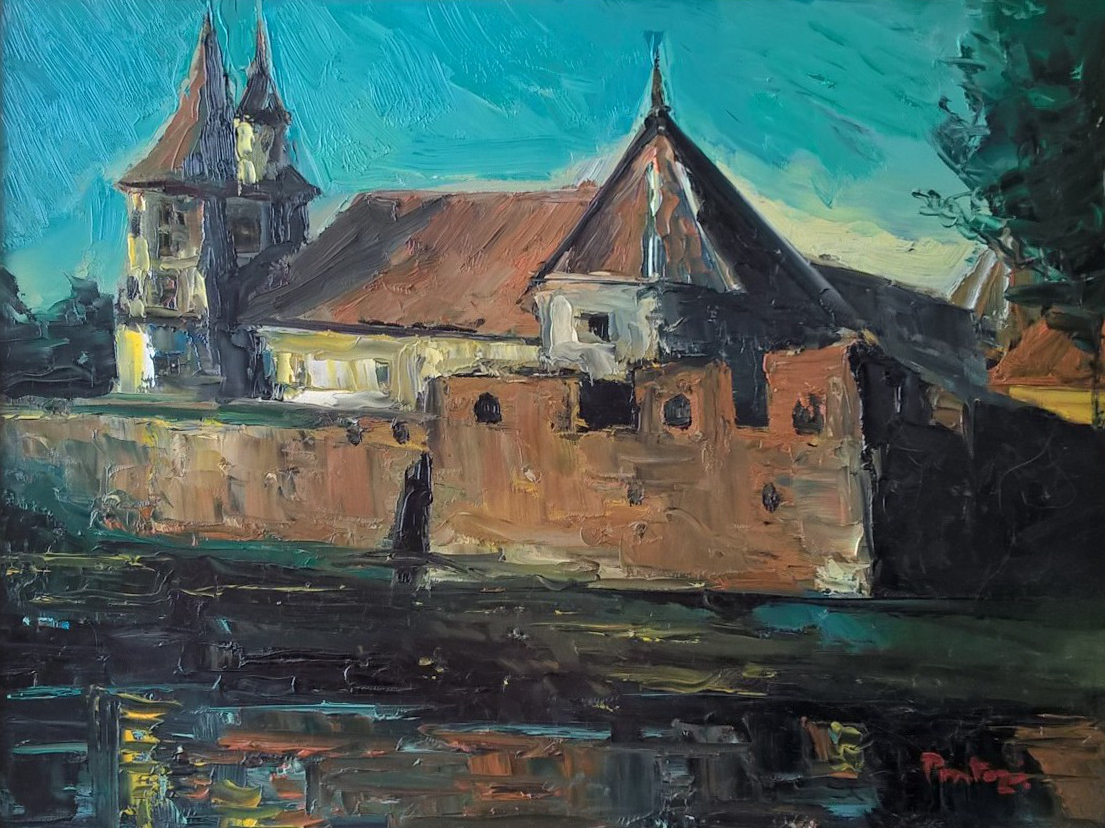
Crépuscule au château de Făgăraş, Valeriu Pantazi, 2013